# 同春箬竹
同春箬竹（学名：Indocalamus tongchunensis）为禾本科箬竹属下的一个种。

## 扩展阅读
- 維基物種上的相關：同春箬竹